# Pycnobraconoides
Pycnobraconoides är ett släkte av steklar. Pycnobraconoides ingår i familjen bracksteklar.
Kladogram enligt Catalogue of Life:
| Pycnobraconoides | \| \| Pycnobraconoides froggattii \| \| \| \| \| \| Pycnobraconoides mutator \| \| \| \| |
|                  | \| \| Pycnobraconoides froggattii \| \| \| \| \| \| Pycnobraconoides mutator \| \| \| \| |
|                  | Pycnobraconoides froggattii                                                              |
|                  |                                                                                          |
|                  | Pycnobraconoides mutator                                                                 |
|                  |                                                                                          |